# ایتیتسو هایاشی
ایتیتسو هایاشی (انگلیسی: Eitetsu Hayashi؛ زادهٔ ۲ فوریهٔ ۱۹۵۲) موسیقی‌دان، و آهنگساز اهل ژاپن است.